# 엄미영
엄미영(1984년 7월 22일 ~ )은 대한민국의 필드하키 선수이며 포지션은 미드필더이다. 평택시청 소속이다.

## 학력
- 한국체육대학교 졸업

## 경력
- 2008년 하계 올림픽 여자 하키 국가대표

## 수상
- 제21회 대통령기 전국시도대항하키대회 여대일반부 3등